# Volcà del Puig de la Costa
Volcà del Puig de la Costa är en vulkan i Spanien.   Den ligger i provinsen Província de Girona och regionen Katalonien, i den östra delen av landet, 500 km öster om huvudstaden Madrid. Toppen på Volcà del Puig de la Costa är 678 meter över havet. Volcà del Puig de la Costa ingår i Serra de les Medes.
Terrängen runt Volcà del Puig de la Costa är kuperad. Runt Volcà del Puig de la Costa är det ganska glesbefolkat, med 42 invånare per kvadratkilometer. Närmaste större samhälle är Olot, 5,0 km nordväst om Volcà del Puig de la Costa. I omgivningarna runt Volcà del Puig de la Costa växer i huvudsak blandskog.